# Piper padangense
Piper padangense är en pepparväxtart som beskrevs av C. Dc.. Piper padangense ingår i släktet Piper och familjen pepparväxter. Inga underarter finns listade i Catalogue of Life.